# Трубна металургійна компанія
Трубна металургійна компанія (ТМК) — російська металургійна компанія, найбільший російський виробник труб, входить в трійку лідерів світового трубного бізнесу. Штаб-квартира - в Москві.

## Діяльність
Компанія виробляє широкий спектр трубної продукції, який використовується, перш за все, в нафтогазовому секторі. Також продукція ТМК використовується в хімічній промисловості, енергетиці, машинобудуванні, будівництві, сільському господарстві та інших галузях. Компанія випускає безшовні і зварні труби, сталеву заготовку. ТМК поставляє продукцію в поєднанні з широким комплексом сервісних послуг по термообробці, нанесення захисних покриттів, нарізці преміальних сполук, складування і ремонту труб.
ТМК об'єднує 28 підприємств, розташованих в Росії, США, Канаді, Румунії, Омані, ОАЕ і Казахстані і два науково-дослідних центру в Росії і США.
ТМК має диверсифіковану географію продажів і поставляє продукцію більш ніж в 80 країн світу. Основними експортними ринками ТМК є Європа, Близький і Середній Схід, Північна Африка, Південна і Південно-Східна Азія, країни СНД.